# Pushing Tin
Pushing Tin is een Amerikaanse dramafilm uit 1999, geregisseerd door Mike Newell en geproduceerd door Art Linson. De hoofdrollen worden vertolkt door John Cusack, Billy Bob Thornton en Cate Blanchett.

## Verhaal
Nick werkt in een controlcenter op een New Yorkse luchthaven. Deze stressvolle baan laat echter een diepe indruk achter op zijn leven en dat van zijn collega's. Als Nick een nieuwe collega krijgt, Russell Bell, leidt dit tot een gespannen sfeer, aangezien beiden denken dat ze de beste zijn. De strijd leidt er zelfs uiteindelijk toe dat Nick met Russels vrouw naar bed gaat.

## Rolbezetting
| Acteur                | Personage                  |
| --------------------- | -------------------------- |
| John Cusack           | Nick Falzone               |
| Billy Bob Thornton    | Russell Bell               |
| Cate Blanchett        | Connie Falzone             |
| Angelina Jolie        | Mary Bell                  |
| Jake Weber            | Barry Plotkin              |
| Kurt Fuller           | Ed Clabes                  |
| Vicki Lewis           | Tina Leary                 |
| Matt Ross             | Ron Hewitt                 |
| Jerry Grayson         | Leo Morton                 |
| Michael Willis        | Pat Feeney                 |
| Philip Akin           | Paul                       |
| Mike O'Malley         | Pete                       |
| Neil Crone            | Tom                        |
| Matt Gordon           | Ken                        |
| Joe Pingue            | Mark                       |
| Shaun Majumder        | New Controller             |
| Dwight McFee          | Veteran Controller         |
| Robert N. Smith       | Bob (als Rob Smith)        |
| Catherine Lloyd Burns | Tanya Hewitt               |
| Star Jasper           | Julie Clabes               |
| Molly Price           | Crystal Plotkin            |
| Sarah Knowlton        | Beverly                    |
| Kiersten Warren       | Karen                      |
| Andy Dan              | Diner Kok (als Andrew Dan) |
| Tennyson Loeh         | Diner Serveerster          |
| Michael Hyatt         | Trudy                      |
| John Carroll Lynch    | Dokter Freeze              |